# Извориште (албум)
Извориште је назив четвртог a cappela албума Биље Крстић и оркестра Бистрик. Објавила га је издавачка кућа "ПГП РТС" 2013. у Србији. 
Биља Крстић и женски део Бистрика у сарадњи са етномузикологом Димитријем Миканом Обрадовићем на новом цд-у Извориште представљају богат колорит српског фолклора са уметничком надоградњом са јединственим начелом који је изрекао Ст. Мокрањац, да се српска уметничка музика може подићи једино на основама народне музике. Вишегласне песме Биља и Бистрик изводе у традиционалној вокалној техници. Вокални аранжмани су у основи композиције Димитрија Микана Обрадовића. Поштујући стил и праксу тарадиционалног певања, показали су снагу и лепоту српског вишегласног певања. На албуму су песме: моравске, косовске и источно српске и a cappella песме које су поново снимљене, са албума Бистрик и Тарпош.
У реализацији овог албума учествовала је многобројна екипа:
- Ружа Рудић, Наташа Михаљинац, Маја Клисински, Невенка Радонић и Наташа Симић (део Бистрик Оркестра)
- етномузиколог Димитрије Обрадовић
- снимано у студију 6 Радио Београда
- тонски сниматељ - Мики Тодоровић
- ремикс - Урош Марковић
- продуценти - Урош Марковић, Мики Станојевић, Биља Крстић, Воја Аралица, Љуба Нинковић
- мастеринг - Мики Тодоровић
- извршни продуцент Мики Станојевић

## Песме
- Офарче овце пасаше
- Шта се оно зелени
- Девојка се сунцу замерила
- На крај село Дамјан коло води
- Калаџијско коло
- Расла дуња и јабука
- Кочија се љуља
- Аман, воденичаре
- Листај ми горо зелена
- Кад сам била девојана
- Шта с оно чује на оној страни
- Каравиље, кара ли те мајка

### Офарче офце пасаше
Офарче офце пасаше (Србија, Косово – Зли Поток) је чобанска љубавна песма у којој солистичку деоницу, у уском слогу, наизменично прате 3 гласа уз бордун који је константа тока реке.

### Шта се оно зелени
Шта се оно зелени (Србија, Косово - Велика Хоча и Пећ), користе се две варијанте ове песме. У оригиналној верзији садрже четири строфе. Солиста доноси главну мелодију која се, у имитацији или инверзији - као ехо, повремено, прелама кроз пратећи двоглас.
Шта се оно зелени

Ај, на Милкине пенџери,

Мила мамо?

Шта се оно зелени

Севдегом под Милкине пенџери, 

Мила мамо?

### Девојка се сунцу замерила
Девојка се сунцу замерила (Србија) је песма за солисту и 4 женска гласа. Традиционални текст је испеван у дугим лирским фразама уз бројне мелизме, ближе природи инструменталног извођења а наративну солистичку мелодију прате гласови у групи са припевом „Ај, вај, вај“ што појачава драматику текста.
Девојка се сунцу замерила: 

„Жарко сунце, 

Лепша сам од тебе.“

Ај, на то се је Сунце ражалило,

Па удари Петрове врућине,

Да ожеже лице девојачко.

### На крај село Дамјан коло води
На крај село Дамјан коло води (Југоисточна Србија, околина Босилеграда, област Крајиште) је четворогласна песма на народни текст и прокомпоноване мелодијске линије, опис је игре али је и игра за гласове који подражавају игру.
Море, на крај село,

Дамјан танец води.

Море, ем га води, ем га љуља, 

На горе, на доле.

Море, ко га викне,

Цело село екне.

### Калаџијско коло
Калајџијско коло (Македонија) је инструментална мелодија – у овом примеру је вокална игра на неутрални слог у 11 осмина. То је инструментална тема у певаној форми. Имитацијом у прими звучно се добија круг састављен од три фразе. Од XVI века, када је канон употребљен за опис музичке форме, није познат пример канона у мешовитом ритму.

### Расла дуња и јабука
Расла дуња и јабука (Источна Србија, околина Бољевца) је градска песма. Према традицији хорске музике изводи се трогласно, са или без инструменталне пратње.

### Кочија се љуља
Кочија се љуља (буг. Кучийка тича) (Бугарска) је етнички микс традиционалног текста и нове мелодије. Њихање шарено осликане кочије приказано је ритмичким низањем стихова, а у вишегласном извођењу представља гласовну игру, у овом случају за девет гласова.

### Аман, воденичаре
Аман, воденичаре (Србија, Косово-село Драгаш) је уски слог је карактеристика вокалних аранжмана Д. М. Обрадовића. Резултат таквог вођења гласова је испреплетаност мелодијских фраза које чине круг (у овом случају као бескрајни ход млинског кола) у којем сваки глас има улогу солисте.

### Листај ми горо зелена
Листај ми горо зелена (Србија, Косово) је песма аранжирана трогласно у уском слогу у којој је сваки стих - целина а тек збир свих целина заокружена форма.

### Кад сам била девојана
Кад сам била девојана (Србија, Косово - Косовска Митровица) је љубавна седељачка песма за три гласа.

### Шта с оно чује на оној страни
Шта с оно чује на оној страни (Србија, седељчка песма из Поморавља) је преузет из књиге „Записи народних песама - Србија“, Нота, Књажевац, 2008.

### Каравиље, кара ли те мајка
Каравиље, кара ли те мајка (Србија, село Катрга, Љубичко - Трнавски срез) је оскочица, песма са карактеристичним рефреном „Oj, лале мој“, који се у свакој строфи понавља на истом месту. Преузето из књиге „Записи народних песама - Србија“, Нота, Књажевац, 2008.

## Импресум
Снимано у Студију 6 Радио Београда (2011-12.) 
Продуценти –	Урош Марковић, Биља Крстић, Мики Станојевић, Воја Аралица (6, 7), Љуба Нинковић (10)
Ремикс – Урош Марковић
Сниматељ – Мики Тодоровић
Мастеринг – Мики Тодоровић
Омот: Идејно решење Немања Ћоровић
Графички дизајн – Предраг Мићовић
Фото – Срђан Ралић
Записи проф. М. Васиљевића (2, 8, 9, 10, 11, 12 )
Композитор и аранжер: Димитрије Микан Обрадовић (1, 3, 4, 9), Димитрије Микан Обрадовић (2, 6, 8, 10), по мотивима народних песама
Композитор -	K. Кондов (7)
Аранжман - 	Б. Крстић (5), Б. Крстић и Р. Рудић (7), Бистрик (11, 12)

## Извођачи - Бистрик
- Биља Крстић, Ружа Рудић, Наташа Михаљинац, Невенка Радонић, Маја Клисински, Наташа Симић. (1,2, 4, 5, 9, 11, 12)
- Биља Крстић, Ружа Рудић, Наташа Михаљинац, Невенка Радонић, Маја Клисински (3)
- Биља Крстић (6)
- Биља Крстић, Ружа Рудић, Наташа Михаљинац. (8,10)
- Биља Крстић, Ружа Рудић, Невенка Радонић, Маја Клисински, Мики Станојевић, Љуба Нинковић, Бранко Исаковић, Душан Љубинковић (7)